# Vännäs
För andra betydelser, se Vännäs (olika betydelser).

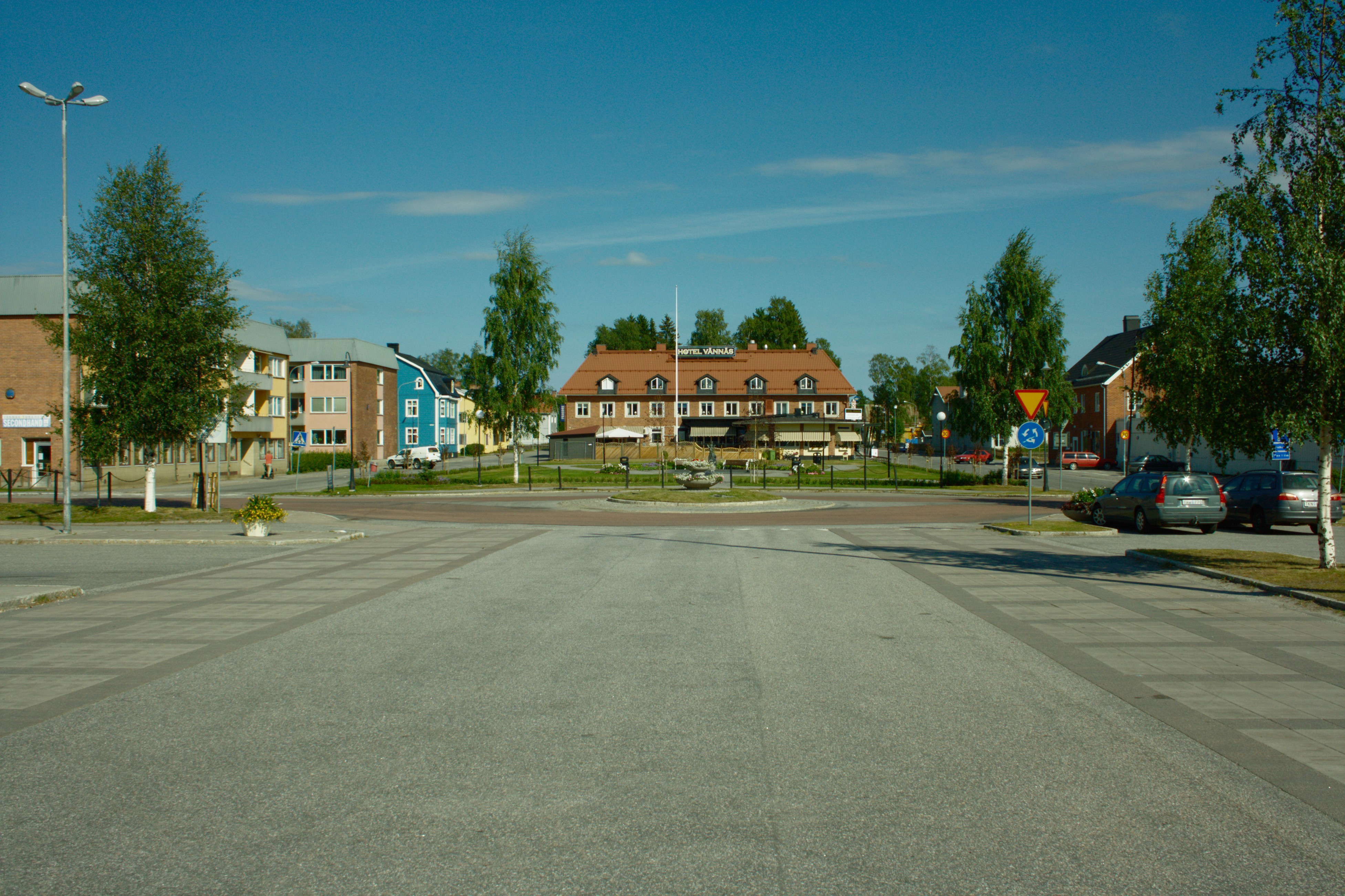
Centrala Vännäs med Oskarsparken och Hotel Vännäs i bakgrunden.

Vännäs är en tätort och centralort i Vännäs kommun belägen cirka 30 kilometer väster om Umeå. Förutom ett antal affärer i centrum och flera föreningar finns även gymnasieskola, hotell och ett motormuseum på orten. Det är även en järnvägsknut som förbinder Stambanan genom övre Norrland med järnvägslinjen Vännäs–Umeå–Holmsund.

## Historia
Namnet Vännäs bars ursprungligen av dagens Vännäsby, kyrkbyn i Vännäs socken som bildades 1825 genom en utbrytning ur Umeå socken. Detta Vännäs omnämndes första gången 1535 Wendenäs i en skattelängd, och namnet tolkas som 'näset där en vandrare på väg söderut längs Vindelälvens västra strand tvingas vända' och syftar på sammanflödet mellan Vindelälven och Umeälven. 1891 drogs Stambanan genom övre Norrland och Vännäs stationssamhälle skapades i den by som tidigare hette Nyby. Den gamla byn Vännäs fick heta Spöland och förblev säte för landskommunen och den orten namnändrades 1940 till Vännäsby. 1889–1890 inleddes förberedelserna för Vännäs station genom omfattande dräneringsarbeten. 1896 var tvärbanan från Vännäs till Umeå klar. 1938 drabbades Vännäsbygden av stora översvämningar.
Medborgarhuset tillika kommunhuset i Vännäs tätort invigdes 1956 och den första ungdomsgården i Vännäs tätort invigdes 1957. 1967 uppfördes ett tempererat utomhusbad med 50-metersbassäng.

### Administrativa tillhörigheter
Nyby (Vännäs) var och är belägen i Vännäs socken och ingick efter kommunreformen 1862 i Vännäs landskommun, där Vännäs municipalsamhälle inrättades 25 september 1896.  Vännäs med kringområde utbröts 1926 ur landskommunen och bildade Vännäs köping som 1971 uppgick i Vännäs kommun där Vännäs sedan dess är centralort.
I kyrkligt hänseende har orten sedan 1825 hört till Vännäs församling. Idag ingår den  i Vännäs-Bjurholms pastorat tillsammans med Bjurholms församling.
Orten ingick till 1965 i Umeå tingslag (från 1925 benämnd Umeå domsagas tingslag) och därefter till 1971 i Västerbottens södra domsagas tingslag. Från 1971 till 1982 ingick Vännäs i Umebygdens domsaga och orten ingår sedan 1982 i Umeå domkrets.

### Befolkningsutveckling
| Befolkningsutvecklingen i Vännäs 1900–2023    | Befolkningsutvecklingen i Vännäs 1900–2023 | Befolkningsutvecklingen i Vännäs 1900–2023 | Befolkningsutvecklingen i Vännäs 1900–2023 | Befolkningsutvecklingen i Vännäs 1900–2023 |
| --------------------------------------------- | ------------------------------------------ | ------------------------------------------ | ------------------------------------------ | ------------------------------------------ |
|                                               |                                            |                                            |                                            |                                            |
| År                                            |                                            |                                            | Folkmängd                                  | Areal (ha)                                 |
| 1900                                          | 1900                                       |                                            | 495                                        | †                                          |
| 1960                                          | 1960                                       |                                            | 3 701                                      |                                            |
| 1965                                          | 1965                                       |                                            | 3 808                                      |                                            |
| 1970                                          | 1970                                       |                                            | 4 066                                      |                                            |
| 1975                                          | 1975                                       |                                            | 3 876                                      |                                            |
| 1980                                          | 1980                                       |                                            | 3 805                                      |                                            |
| 1990                                          | 1990                                       |                                            | 3 791                                      | 317                                        |
| 1995                                          | 1995                                       |                                            | 4 445                                      | 323                                        |
| 2000                                          | 2000                                       |                                            | 4 194                                      | 327                                        |
| 2005                                          | 2005                                       |                                            | 4 100                                      | 328                                        |
| 2010                                          | 2010                                       |                                            | 4 118                                      | 328                                        |
| 2015                                          | 2015                                       |                                            | 4 373                                      | 409                                        |
| 2020                                          | 2020                                       |                                            | 4 567                                      | 412                                        |
| 2023                                          | 2023                                       |                                            | 4 585                                      | 459                                        |
| † Befolkning runt ett municipalsamhälle 1900. |                                            |                                            |                                            |                                            |

## Kyrkobyggnader

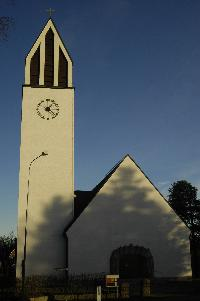
Johanneskyrkan i Vännäs

I Vännäs finns tre kyrkor, Johanneskyrkan, Missionskyrkan och pingstkyrkan och ett gravkapell, Mariakapellet.

## Näringsliv
Större arbetsgivare i Vännäs (2010) 
- Vännäs Dörr AB, 91 anställda
- Green Cargo, 85 anställda
- Kaj Johansson, 87 anställda
- Vårdcentralen, 37 anställda
- ICA Supermarket, 35 anställda
- Trejon, 30 anställda

## Kommunikationer

### Vägar
E12 går strax utanför Vännäs, från Umeå och fortsätter mot Lycksele. Även Riksväg 92, som är gemensam väg med E12 till Umeå, går genom Vännäs. Vägen går från Umeå till Dorotea och kallas också för Konstvägen Sju Älvar. Längs vägen finns idag tolv konstverk varav ett av dessa ligger i Vännäs, Eldsoffa av Ulf Rollof.

### Järnväg
Stambanan genom övre Norrland drogs i slutet av 1800-talet genom Vännäs och 1891 stod järnvägsstationen i Vännäs klar. Bibanan Vännäs–Umeå invigdes 1896 vilket gjorde Vännäs till en viktig järnvägsknut. Anledningen till att banan drogs genom Vännäs och inte genom närliggande Umeå var antikustprincipen. Botniabanan ansluter till stambanan i Vännäs. Järnvägen kom med tiden bidra till att Vännäs utvecklades till en pendlingskommun med goda pendlingsmöjligheter för privatpersoner, arbetstagare samt elever inom grund- och gymnasieskolan. Under 1980-talet moderniserades järnvägssträckan Vännäs-Umeå genom elektrifiering. 
En beryktad anekdot från Vännäs rör ortnamnets relativa likhet (på engelska) med Venedig (Venice), nämligen då ett sydkoreanskt par var på väg från Stockholms centralstation till Venedig 1993 men på grund av förväxling av ortsnamnen i SJ:s biljettförsäljning istället hamnade på nattåget till Vännäs station. Historien har ifrågasatts som en skröna men rapporterades i Västerbottens-Kuriren i december 1993.

## Utbildning
Vännäs har en gymnasieskola, Liljaskolan. På skolan går cirka 1100 elever på 11 gymnasieprogram. Gymnasieprogrammen som finns är bland annat fordon, bygg, hotell och turism, barn och fritid och ett antal högskoleförberedande utbildningar. Liljaskolan erbjuder även eleverna olika tillval inom idrott såsom ridning, hockey, snowboard, freeskiing men även räddningstjänst och akutsjukvård. Eleverna kommer från cirka 65 kommuner, huvuddelen från Umeåregionen. Färre än var fjärde elev kommer från Vännäs kommun.
I Vännäs finns två kommunala grundskolor, Vegaskolan med cirka 400 elever från förskoleklass till årskurs 6 och Hammarskolan med cirka 280 elever i årskurserna 7-9.
I Vännäs finns även en friskola, Hällfors friskola som grundades 1996. Skolan är öppen för alla barn mellan 6 och 12 år och hade cirka 60 elever år 2015.

## Evenemang
Vännäsdagarna är en årlig marknad som kombineras med en festival. Marknadsdagarna lockade år 2012 cirka 60 000 besökare, vilket gör tillställningen till Umeåregionens och hela södra Västerbottens största marknad och festival. Vännäsdagarna hålls alltid den andra helgen i juli varje år. I Vännäs finns även ett ideellt drivet motormuseum. Museet är placerat på Lägret och håller öppet från midsommardagen till tredje helgen i augusti. Där finns allt från flyghistoria, bilar, traktorer, motorcyklar till en autentisk lanthandel. Allt detta ryms i en flyghangar från 1927. 1993 skedde den första utställningen för allmänheten. 

## Personer med anknytning till Vännäs

### Sport
- Hans "Virus" Lindberg verkar i Vännäs
- Daniel Tjärnqvist, uppväxt i Vännäs
- Mathias Tjärnqvist, uppväxt i Vännäs

### Musik
- Dennis Lyxzén, uppväxt och bor i Vännäs
- Yngve Nilsson, uppväxt i Vännäs

### Media
- Sverker Olofsson, uppväxt och verksam i Vännäs
- Linda Olofsson, uppväxt i Vännäs

### Författare
- Pär Hansson, uppväxt i Vännäs
- Lars G. Lindström, uppväxt i Vännäs
- Jan Wolf-Watz, uppväxt i Vännäs

### Politik och samhälle
- Arvid Gustaf Högbom, född i Vännäs
- Charles (Karl Johan) Almqvist, uppväxt i Vännäs, grundare av Nynäs Petroleum.